# Mount Nagishlamina

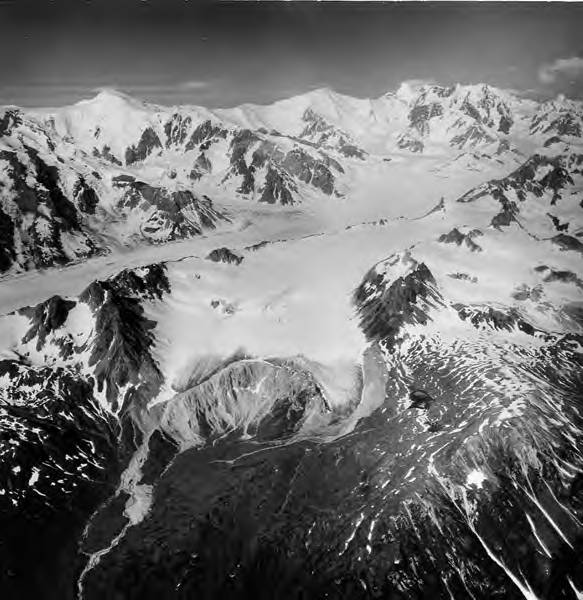
Blick von Nordosten auf den Dogshead- und den Capps-Gletscher; in der oberen Bildmitte der Mount Nagishlamina; Aufnahme aus dem Jahr 1965.

Der Mount Nagishlamina ist ein 3374 m hoher Berg in den Tordrillo Mountains in Alaska. Er ist der fünfthöchste Gipfel der Gebirgsgruppe.

## Lage
Der Mount Nagishlamina befindet sich etwa 135 km westlich von Anchorage im Süden der Tordrillo Mountains. In Richtung Nordnordwest führt ein Bergkamm zum 3 km entfernten Mount Torbert, dem nächstgelegenen höheren Berg. In die entgegengesetzte Richtung führt ein Bergkamm zum Mount Chichantna und weiter zum Mount Spurr. Das Gebiet ist vergletschert. Unterhalb der Ostflanke des Mount Nagishlamina befindet sich das Nährgebiet des Capps-Gletschers. An der Westflanke befindet sich das obere Ende des Harpoon-Gletschers. Die Südflanke wird über den nordöstlichen Quellgletscher des Pothole-Gletschers entwässert.

## Namensgebung
Der Bergname leitet sich vom Nagishlamina River ab, der die West- und Südwestflanke des Berges zum Chakachamna Lake entwässert. Der Name stammt aus der Eskimo-Sprache Dena’ina.

## Erstbesteigung
Die Erstbesteigung des Mount Nagishlamina fand offenbar erst im Jahr 1989 statt. Thomas Meacham, James Sprott, Daniel Blake und David Johnston erreichten den Gipfel am 5. April 1989. Die Bergsteigergruppe erreichte das Gebiet per Buschflugzeug, das sie unterhalb des Pothole-Gletschers auf einer Höhe von 700 m absetzte. Die Aufstiegsroute führte den Pothole-Gletscher und dessen nordöstlichen Tributärgletscher hinauf, was zwei Tage in Anspruch nahm. Anschließend erklomm die Gruppe den nördlich des Gletschers verlaufenden Bergkamm, wo sie ihr drittes Lager errichtete. Von diesem führte der Aufstieg entlang dem Bergkamm über einen 3100 m hohen Nebengipfel zum Mount Nagishlamina. Der Rückweg führte zurück zu Lager III und schließlich am letzten Tag zum Ausgangspunkt der Route.